# ألبرت براون (لاعب كريكت بريطاني)
ألبرت براون (10 يوليو 1911 في المملكة المتحدة - 27 أبريل 1995) (بالإنجليزية: Albert Brown)‏ هو لاعب كريكت بريطاني (وحمل سابقاً جنسية المملكة المتحدة لبريطانيا العظمى وأيرلندا). لعب مع نادي وارويكشاير للكريكيت ‏.

## وصلات خارجية
- ألبرت براون على موقع CueTracker.net (الإنجليزية)
- ألبرت براون على موقع إي آس بي آن كريك إنفو (الإنجليزية)